# 解晓安
解晓安（1929年—？），男，原籍河北滦县，生于黑龙江哈尔滨，中国电信技术专家，曾任中华人民共和国邮电部电信总局副总局长兼总工程师、教授级高级工程师。